# Decimo Carfuleno
Decimo Carfuleno (in latino Decimus Carfulenus; ... – Forum Gallorum, 14 aprile 43 a.C.) è stato un militare e politico romano.

## Biografia
Decimo Carfuleno servì sotto il comando di Gaio Giulio Cesare in Egitto, durante la guerra civile alessandrina (48-47 a.C.), distinguendosi nella battaglia del Nilo (27 marzo 47 a.C.). Probabilmente tribuno della plebe nel 44 a.C. (anno del Cesaricidio), nella seduta del 28 novembre venne escluso dalla seduta del Senato, insieme ai colleghi Tiberio Canuzio e Lucio Cassio Longino, da Marco Antonio, che non voleva che questi lo ostacolassero nella proclamazione di Ottaviano a nemico pubblico. Attivo durante la guerra di Modena contro Antonio, venne ucciso durante la battaglia di Forum Gallorum, il 14 aprile del 43 a.C., mentre era al comando delle truppe insieme al console Gaio Vibio Pansa, morto per le ferite riportate.